# Camalès
Camalès est une commune française située dans le nord du département des Hautes-Pyrénées, en région Occitanie. Sur le plan historique et culturel, la commune est dans l’ancien comté de Bigorre, comté historique des Pyrénées françaises et de Gascogne.
Exposée à un climat océanique altéré, elle est drainée par l'Adour, le ruisseau de la Poutge et par deux autres cours d'eau. La commune possède un patrimoine naturel remarquable : un site Natura 2000 (la « vallée de l'Adour ») et deux zones naturelles d'intérêt écologique, faunistique et floristique.
Camalès est une commune rurale qui compte 377 habitants en 2022. Elle est dans l'unité urbaine de Vic-en-Bigorre et fait partie de l'aire d'attraction de Tarbes. Ses habitants sont appelés les Camalèsiens ou  Camalèsiennes.

## Géographie

### Localisation
La commune de Camalès se trouve dans le département des Hautes-Pyrénées, en région Occitanie.
Elle se situe à 15 km à vol d'oiseau de Tarbes, préfecture du département, et à 3 km de Vic-en-Bigorre, bureau centralisateur du canton de Vic-en-Bigorre dont dépend la commune depuis 2015 pour les élections départementales.
La commune fait en outre partie du bassin de vie de Vic-en-Bigorre.
Les communes les plus proches sont : 
Pujo (1,5 km), Bazillac (2,2 km), Ugnouas (2,9 km), Villenave-près-Marsac (3,2 km), Vic-en-Bigorre (3,3 km), Saint-Lézer (3,6 km), Marsac (3,7 km), Tostat (4,0 km).
Sur le plan historique et culturel, Camalès fait partie de l’ancien comté de Bigorre, comté historique des Pyrénées françaises et de Gascogne créé au IXe siècle puis rattaché au domaine royal en 1302, inclus ensuite au comté de Foix en 1425 puis une nouvelle fois rattaché au royaume de France en 1607. La commune est dans le pays de Tarbes et de la Haute Bigorre.
| Vic-en-Bigorre |         | Sarriac-Bigorre (par un quadripoint) |
|                | Camalès | Bazillac                             |
|                | Pujo    | Villenave-près-Marsac                |

### Hydrographie

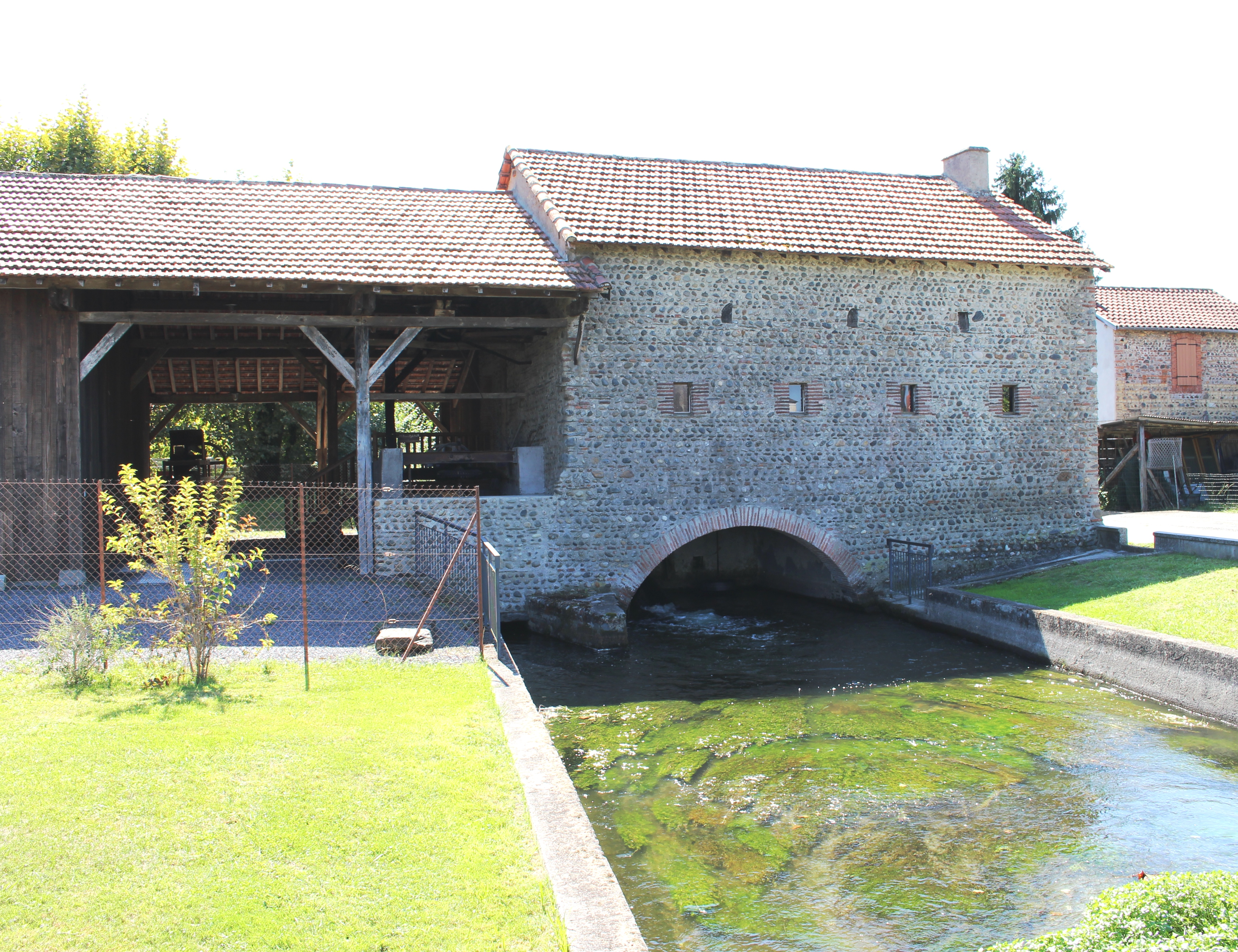
Le moulin.

La commune est dans le bassin de l'Adour, au sein du bassin hydrographique Adour-Garonne. Elle est drainée par l'Adour, le ruisseau de la Poutge, Canal de Camalès et par deux petits cours d'eau, constituant un réseau hydrographique de 6 km de longueur totale,.
L'Adour, d'une longueur totale de 308,8 km, se forme dans la vallée de Campan en Haute-Bigorre de la réunion de trois torrents : l'Adour de Payolle, l'Adour de Gripp et l'Adour de Lesponne et s'écoule du sud vers le nord. Il traverse la commune et se jette dans le golfe de Gascogne à Anglet, après avoir traversé 118 communes.

### Climat
Le climat est tempéré de type océanique, en raison de l'influence proche de l'océan Atlantique situé à peu près 150 km plus à l'ouest. La proximité des Pyrénées fait que la commune profite d'un effet de foehn, il peut aussi y neiger en hiver, même si cela reste inhabituel.
| Mois                              | jan.  | fév.  | mars  | avril | mai   | juin  | jui.  | août  | sep.  | oct.  | nov.  | déc.  | année   |
| --------------------------------- | ----- | ----- | ----- | ----- | ----- | ----- | ----- | ----- | ----- | ----- | ----- | ----- | ------- |
| Température minimale moyenne (°C) | 0,6   | 1,3   | 2,7   | 5,2   | 8,3   | 11,6  | 14,1  | 13,9  | 11,7  | 8     | 3,6   | 1,3   | 6,9     |
| Température moyenne (°C)          | 5,3   | 6,1   | 7,8   | 10    | 13,3  | 16,7  | 19,3  | 19    | 17,2  | 13,3  | 8,5   | 5,8   | 11,9    |
| Température maximale moyenne (°C) | 9,9   | 11    | 12,9  | 14,8  | 18,3  | 21,7  | 24,5  | 24    | 22,6  | 18,6  | 13,4  | 10,4  | 16,8    |
| Ensoleillement (h)                | 108,8 | 118,8 | 155,6 | 157,2 | 181,3 | 191,5 | 215,5 | 196,4 | 194,5 | 164,4 | 124,4 | 104,4 | 1 912,8 |
| Précipitations (mm)               | 112,8 | 97,5  | 100,2 | 105,7 | 113,6 | 80,7  | 57,3  | 70,3  | 71    | 85,2  | 93    | 112,1 | 1 099,4 |

### Milieux naturels et biodiversité

#### Réseau Natura 2000

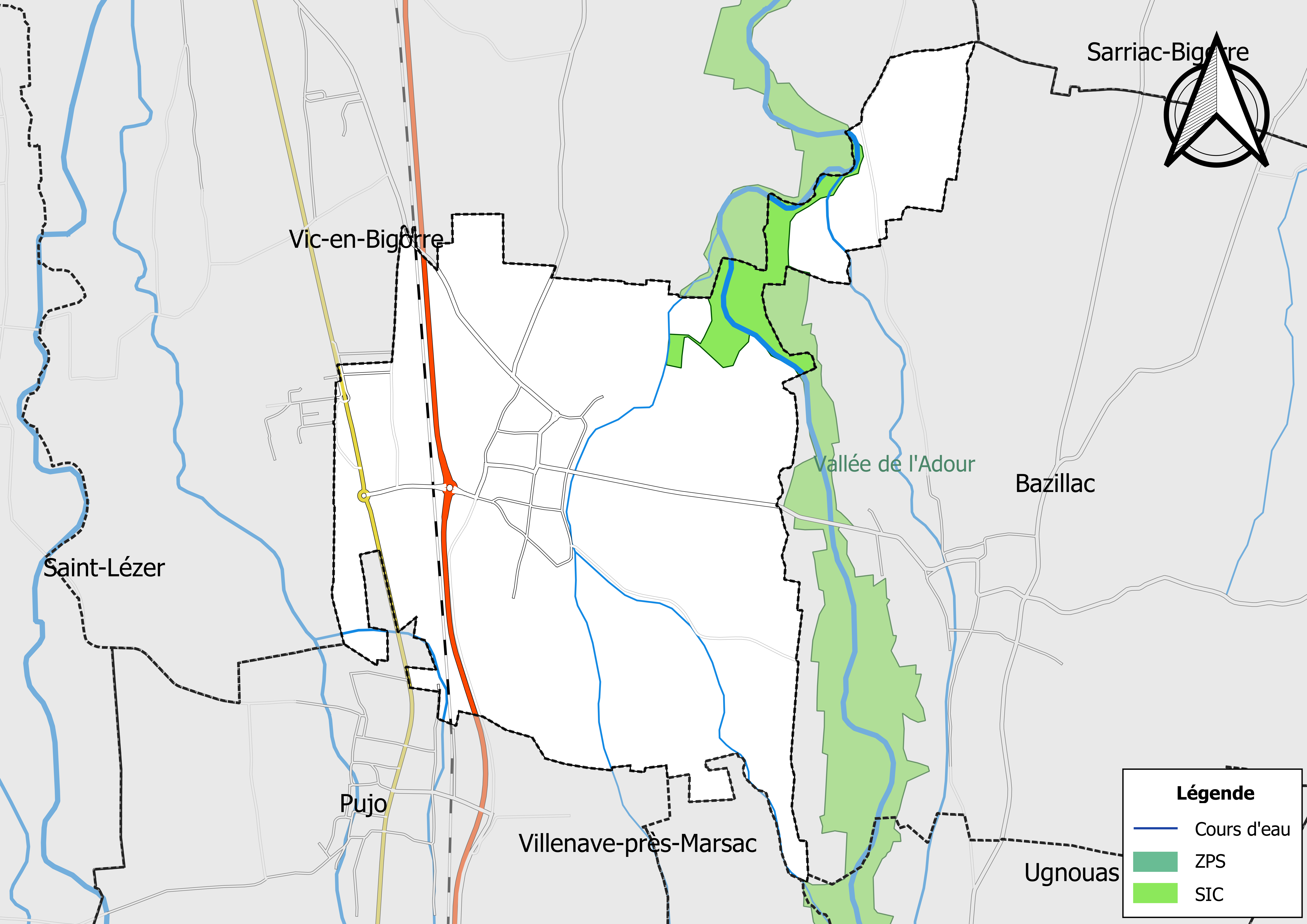
Site Natura 2000 sur le territoire communal.

Le réseau Natura 2000 est un réseau écologique européen de sites naturels d'intérêt écologique élaboré à partir des directives « habitats » et « oiseaux », constitué de zones spéciales de conservation (ZSC) et de zones de protection spéciale (ZPS).
Un site Natura 2000 a été défini sur la commune au titre de la « directive Habitats » : la « vallée de l'Adour », d'une superficie de 2 694 ha, un espace où les habitats terrestres et aquatiques abritent une flore et une faune remarquable et diversifiée, avec la présence de la Loutre et de la Cistude d'Europe.

#### Zones naturelles d'intérêt écologique, faunistique et floristique
L’inventaire des zones naturelles d'intérêt écologique, faunistique et floristique (ZNIEFF) a pour objectif de réaliser une couverture des zones les plus intéressantes sur le plan écologique, essentiellement dans la perspective d’améliorer la connaissance du patrimoine naturel national et de fournir aux différents décideurs un outil d’aide à la prise en compte de l’environnement dans l’aménagement du territoire.
Une ZNIEFF de type 1 est recensée sur la commune :
« l'Adour, de Bagnères à Barcelonne-du-Gers » (2 786 ha), couvrant 59 communes dont 18 dans le Gers, une dans les Landes et 40 dans les Hautes-Pyrénées et une ZNIEFF de type 2, : 
l'« Adour et milieux annexes » (3 634 ha), couvrant 60 communes dont 18 dans le Gers, une dans les Landes et 41 dans les Hautes-Pyrénées.

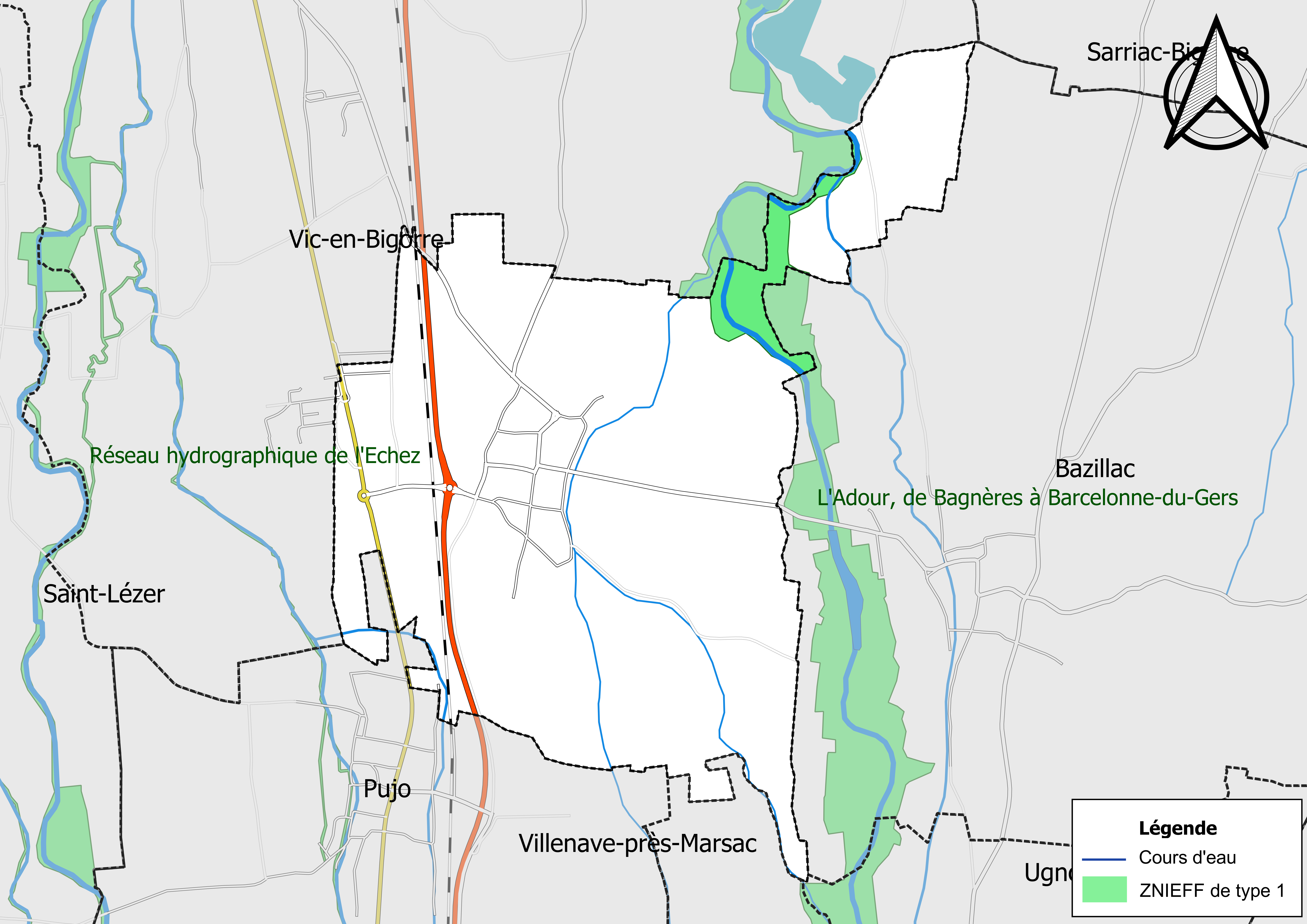
Carte de la ZNIEFF de type 1 sur la commune.
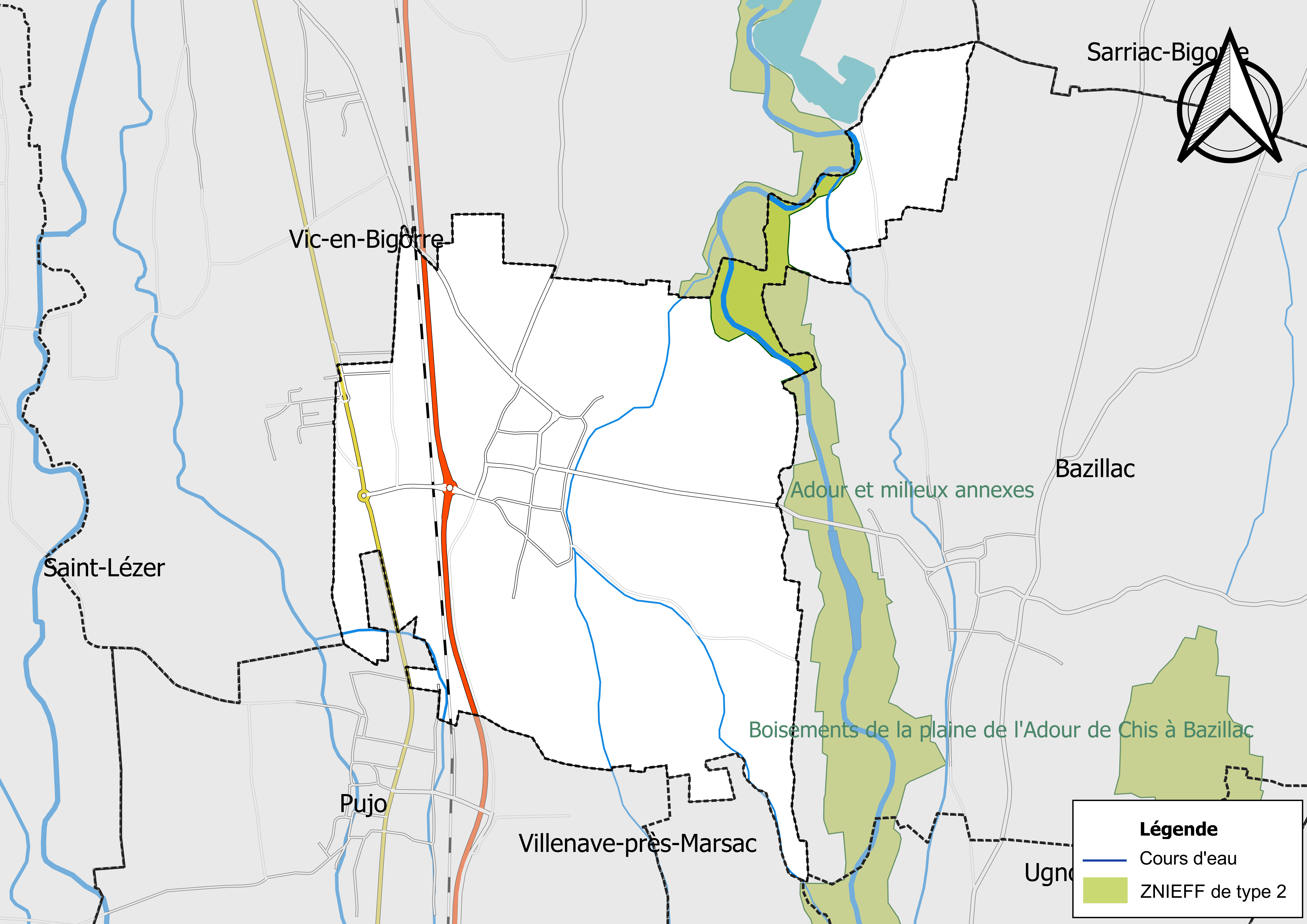
Carte de la ZNIEFF de type 2 sur la commune.

## Urbanisme

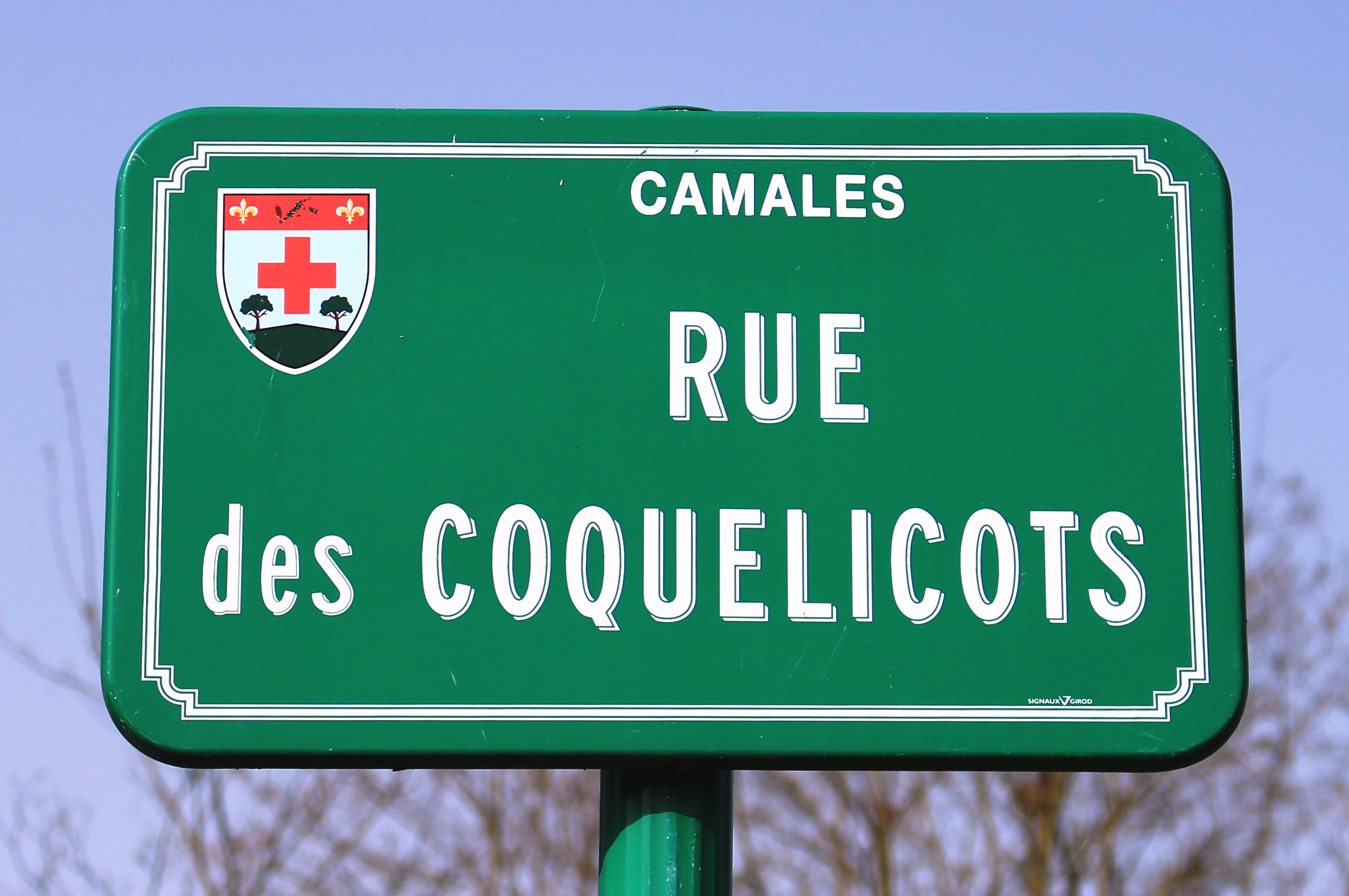
Rue du village.

### Typologie
Au 1er janvier 2024, Camalès est catégorisée commune rurale à habitat dispersé, selon la nouvelle grille communale de densité à sept niveaux définie par l'Insee en 2022.
Elle appartient à l'unité urbaine de Vic-en-Bigorre, une agglomération intra-départementale regroupant deux  communes, dont elle est une commune de la banlieue,,. Par ailleurs la commune fait partie de l'aire d'attraction de Tarbes, dont elle est une commune de la couronne,. Cette aire, qui regroupe 153 communes, est catégorisée dans les aires de 50 000 à moins de 200 000 habitants,.

### Occupation des sols
L'occupation des sols de la commune, telle qu'elle ressort de la base de données européenne d’occupation biophysique des sols Corine Land Cover (CLC), est marquée par l'importance des territoires agricoles (79 % en 2018), en diminution par rapport à 1990 (81,2 %). La répartition détaillée en 2018 est la suivante : 
terres arables (70,5 %), zones urbanisées (12,5 %), zones agricoles hétérogènes (8,5 %), forêts (8,4 %), eaux continentales (0,1 %).
L'IGN met par ailleurs à disposition un outil en ligne permettant de comparer l’évolution dans le temps de l’occupation des sols de la commune (ou de territoires à des échelles différentes). Plusieurs époques sont accessibles sous forme de cartes ou photos aériennes : la carte de Cassini (XVIIIe siècle), la carte d'état-major (1820-1866) et la période actuelle (1950 à aujourd'hui).

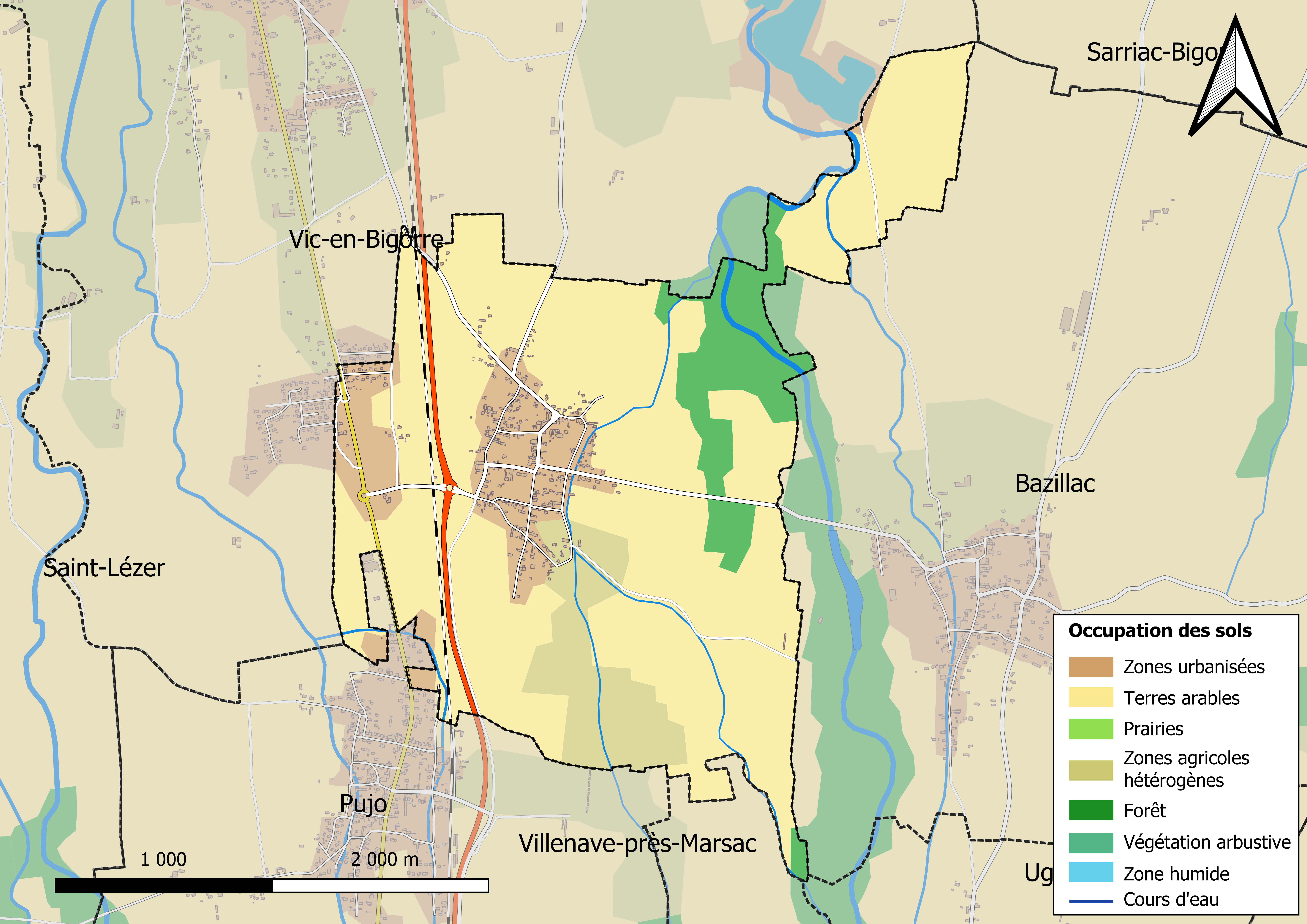
Carte des infrastructures et de l'occupation des sols en 2018 (CLC) de la commune.
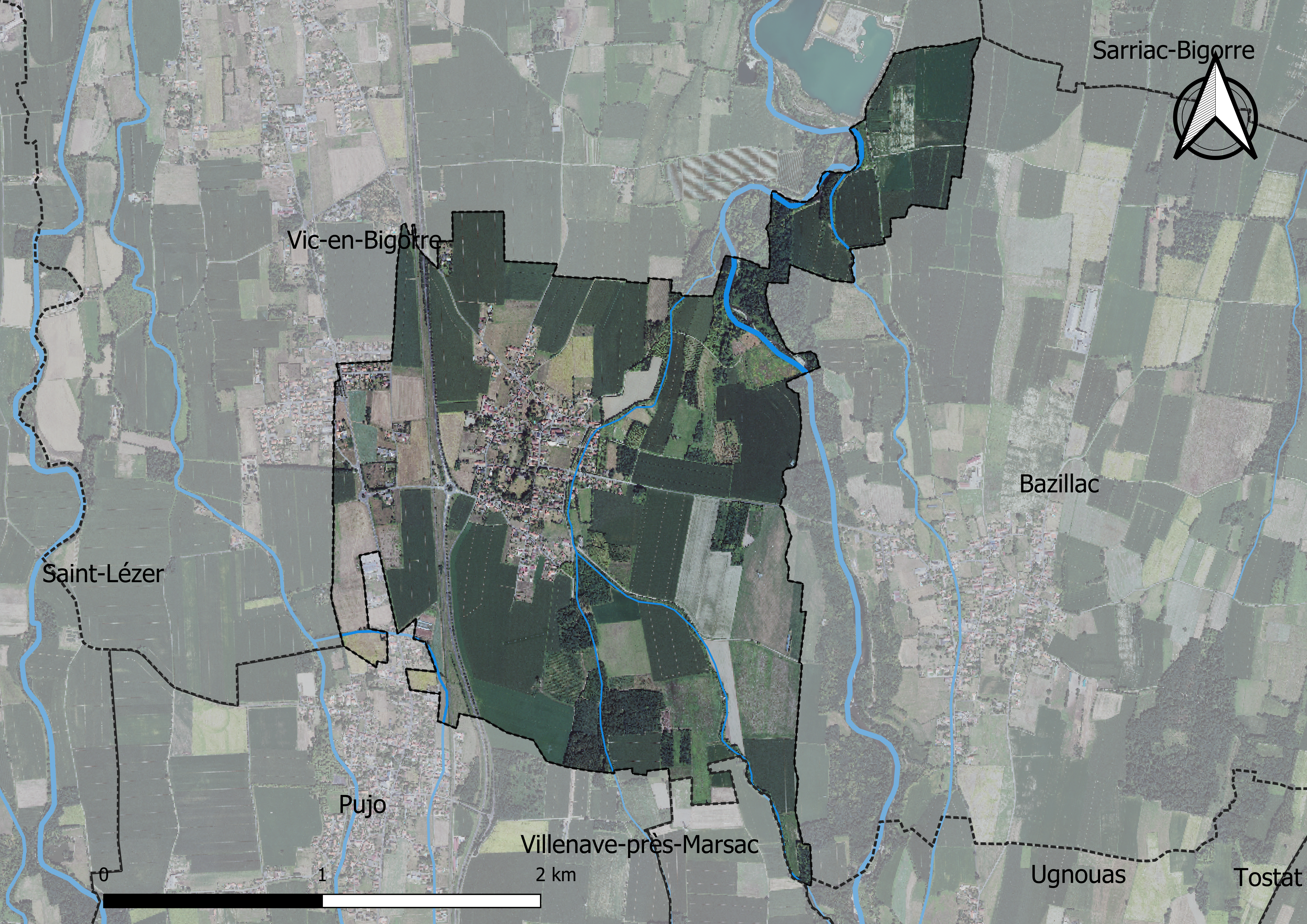
Carte orthophotogrammétrique de la commune.

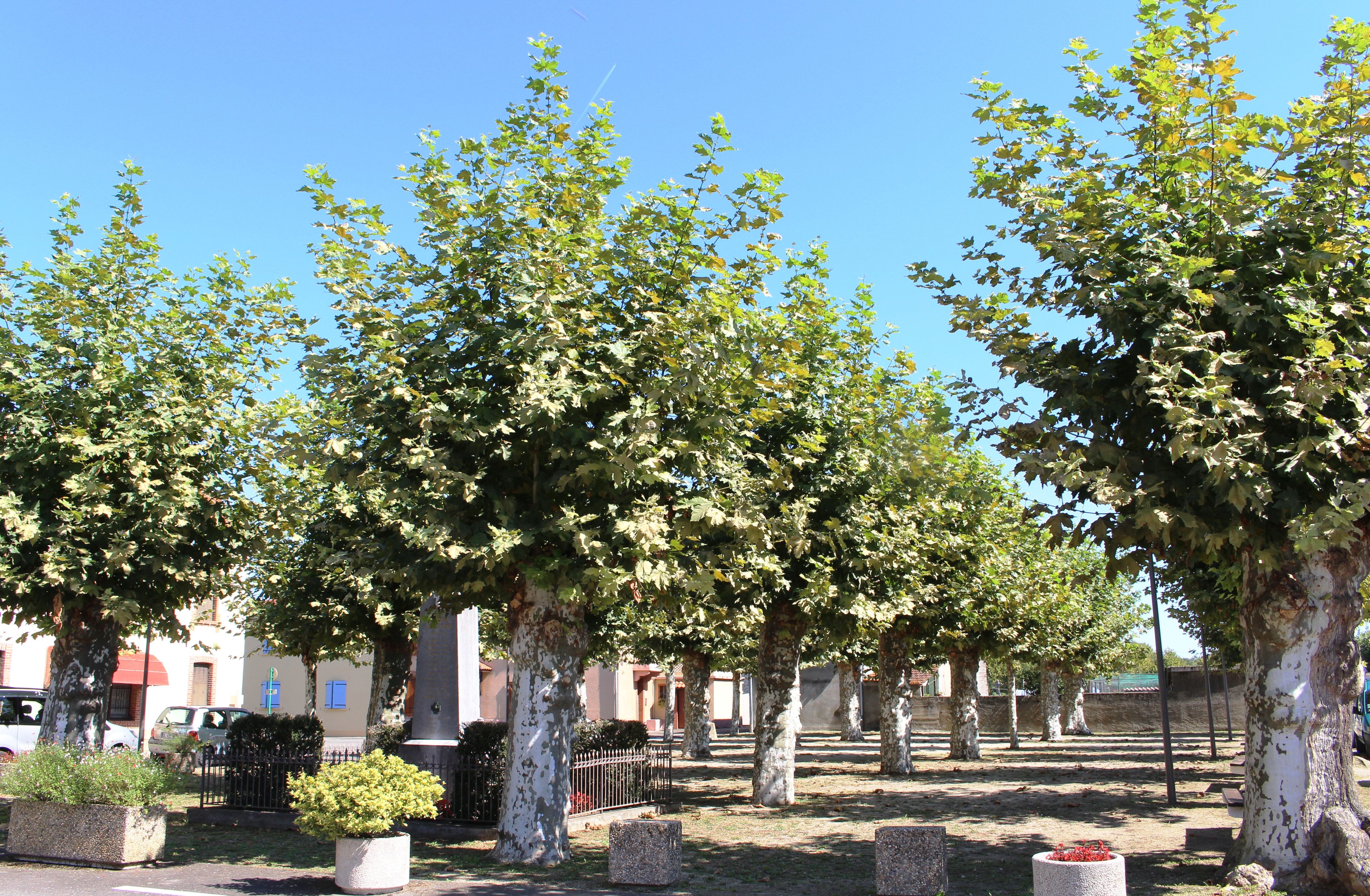
Place du village.

### Logement
En 2012, le nombre total de logements dans la commune est de 203.

Parmi ces logements, 93.5  % sont des résidences principales, 3.0  % des résidences secondaires 3.5  % des logements vacants.

### Voies de communication et transports

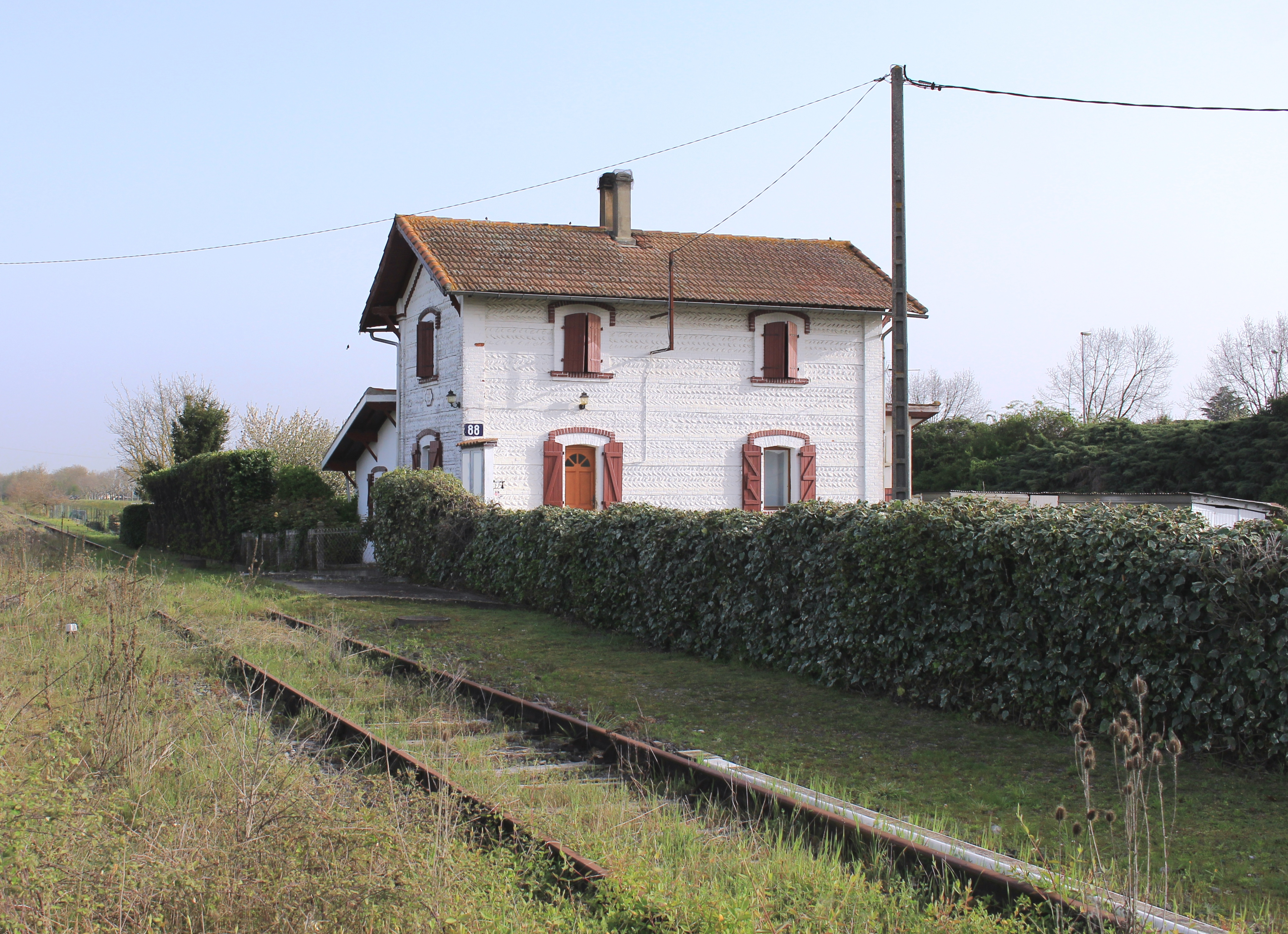
L'ancien passage à niveau de Camalès sur la ligne de Morcenx à Bagnères-de-Bigorre.

Cette commune est desservie par la route départementale D 935 et par les routes départementales D 4, D 54 et D 835.

### Risques majeurs
Le territoire de la commune de Camalès est vulnérable à différents aléas naturels : météorologiques (tempête, orage, neige, grand froid, canicule ou sécheresse), mouvements de terrains et séisme (sismicité modérée). Il est également exposé à un risque technologique,  le transport de matières dangereuses. Un site publié par le BRGM permet d'évaluer simplement et rapidement les risques d'un bien localisé soit par son adresse soit par le numéro de sa parcelle.

#### Risques naturels
Camalès est exposée au risque de feu de forêt. Un plan départemental de protection des forêts contre les incendies a été approuvé par arrêté préfectoral le 21 avril 2020 pour la période 2020-2029. Le précédent couvrait la période 2007-2017. L’emploi du feu est régi par deux types de réglementations. D’abord le code forestier et l’arrêté préfectoral du 27 octobre 2014, qui réglementent l’emploi du feu à moins de 200 m des espaces naturels combustibles sur l’ensemble du département. Ensuite celle établie dans le cadre de la lutte contre la pollution de l’air, qui interdit le brûlage des déchets verts des particuliers. L’écobuage est quant à lui réglementé dans le cadre de commissions locales d’écobuage (CLE).

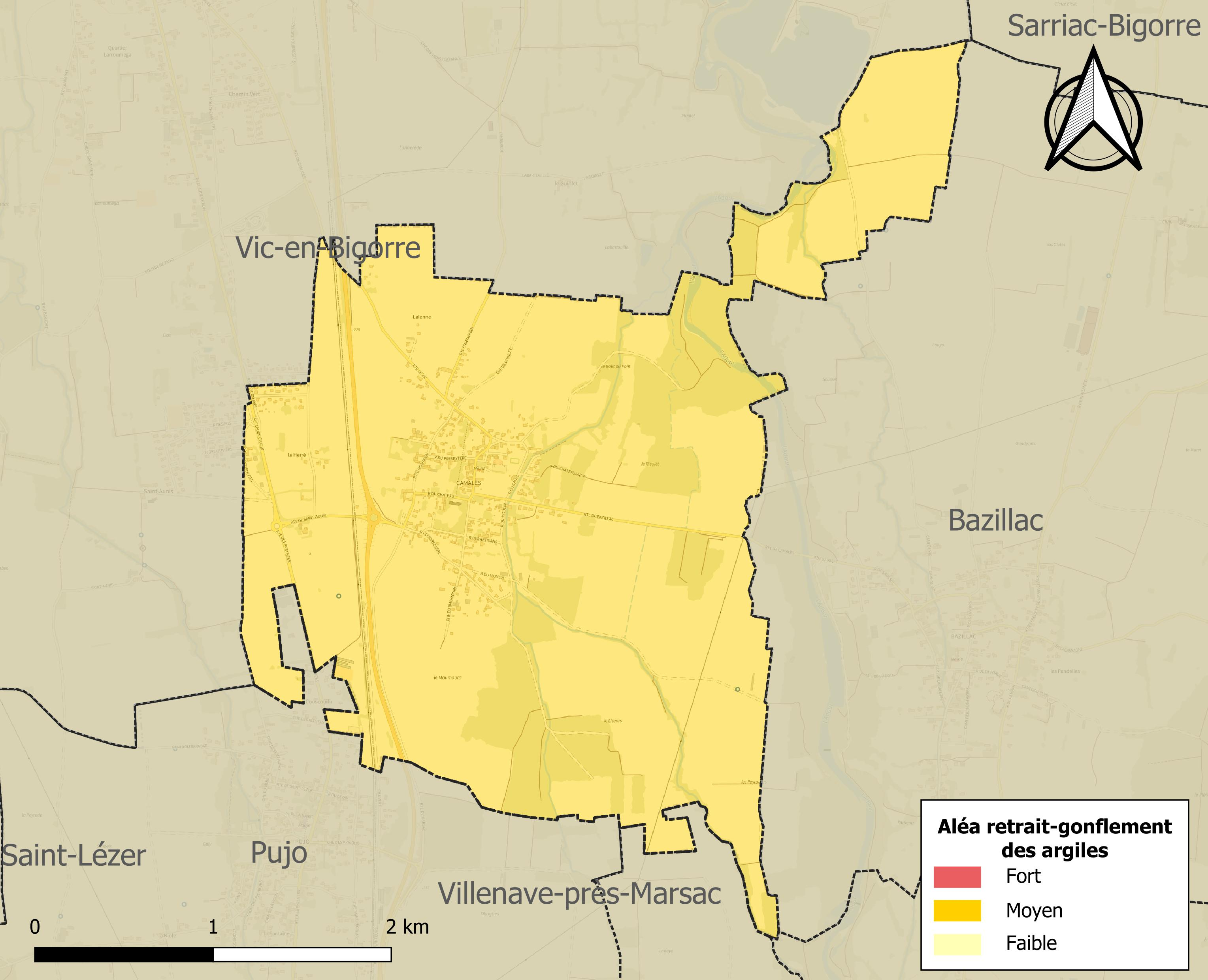
Carte des zones d'aléa retrait-gonflement des sols argileux de Camalès.

Les mouvements de terrains susceptibles de se produire sur la commune sont des tassements différentiels.
Le retrait-gonflement des sols argileux est susceptible d'engendrer des dommages importants aux bâtiments en cas d’alternance de périodes de sécheresse et de pluie. La totalité de la commune est en aléa moyen ou fort (44,5 % au niveau départemental et 48,5 % au niveau national). Sur les 193 bâtiments dénombrés sur la commune en 2019, 193 sont en aléa moyen ou fort, soit 100 %, à comparer aux 75 % au niveau départemental et 54 % au niveau national. Une cartographie de l'exposition du territoire national au retrait gonflement des sols argileux est disponible sur le site du BRGM,.
Par ailleurs, afin de mieux appréhender le risque d’affaissement de terrain, l'inventaire national des cavités souterraines permet de localiser celles situées sur la commune.
La commune a été reconnue en état de catastrophe naturelle au titre des dommages causés par les inondations et coulées de boue survenues en 1982, 1999 et 2009. Concernant les mouvements de terrains, la commune a été reconnue en état de catastrophe naturelle au titre des dommages causés par des mouvements de terrain en 1999.

#### Risque technologique
Le risque de transport de matières dangereuses sur la commune est lié à sa traversée par une infrastructure ferroviaire. Un accident se produisant sur une telle infrastructure est susceptible d’avoir des effets graves sur les biens, les personnes ou l'environnement, selon la nature du matériau transporté. Des dispositions d’urbanisme peuvent être préconisées en conséquence.

## Toponymie

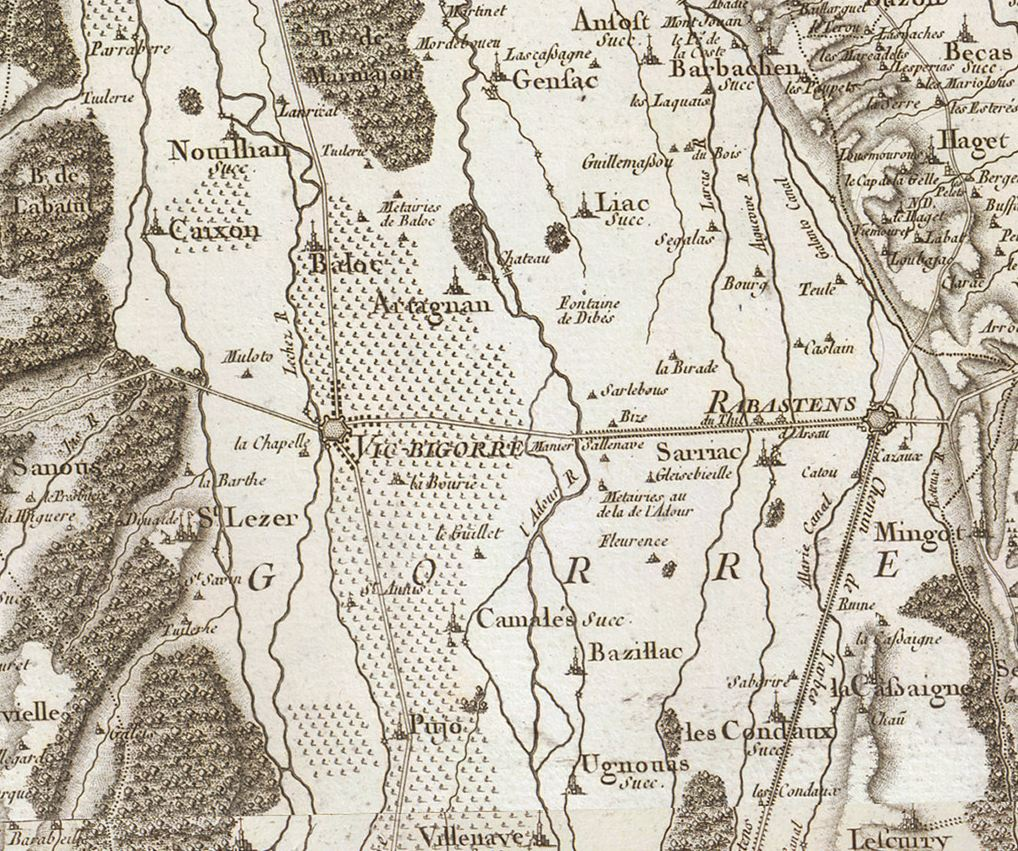
Extrait de la carte de Cassini (entre 1756 et 1789) situant Camalès au sud de Vic-en-Bigorre.

On trouvera les principales informations dans le Dictionnaire toponymique des communes des Hautes Pyrénées de Michel Grosclaude et Jean-François Le Nail qui rapporte les dénominations historiques du village :
Dénominations historiques :
- Camales (XIIe siècle, cartulaire Bigorre) ;
- Camalees (ibid.) ;
- Camalers (v. 1200-1230, ibid. ; 1285, Montre Bigorre) ;
- de Camaleriis, latin (1300, enquête Bigorre ; 1342, pouillé de Tarbes) ;
- de Camaleriis, latin (1379, procuration Tarbes) ;
- de Camalerio, latin (1300, enquête Bigorre) ;
- Camaletz (1313, Debita regi Navarre) ;
- Camales (1429, censier Bigorre) ;
- Camalés (1790, Département 1 et 2) ;
- Camalès (fin XVIIIe siècle, carte de Cassini).

Nom occitan : Camalèrs.

## Histoire

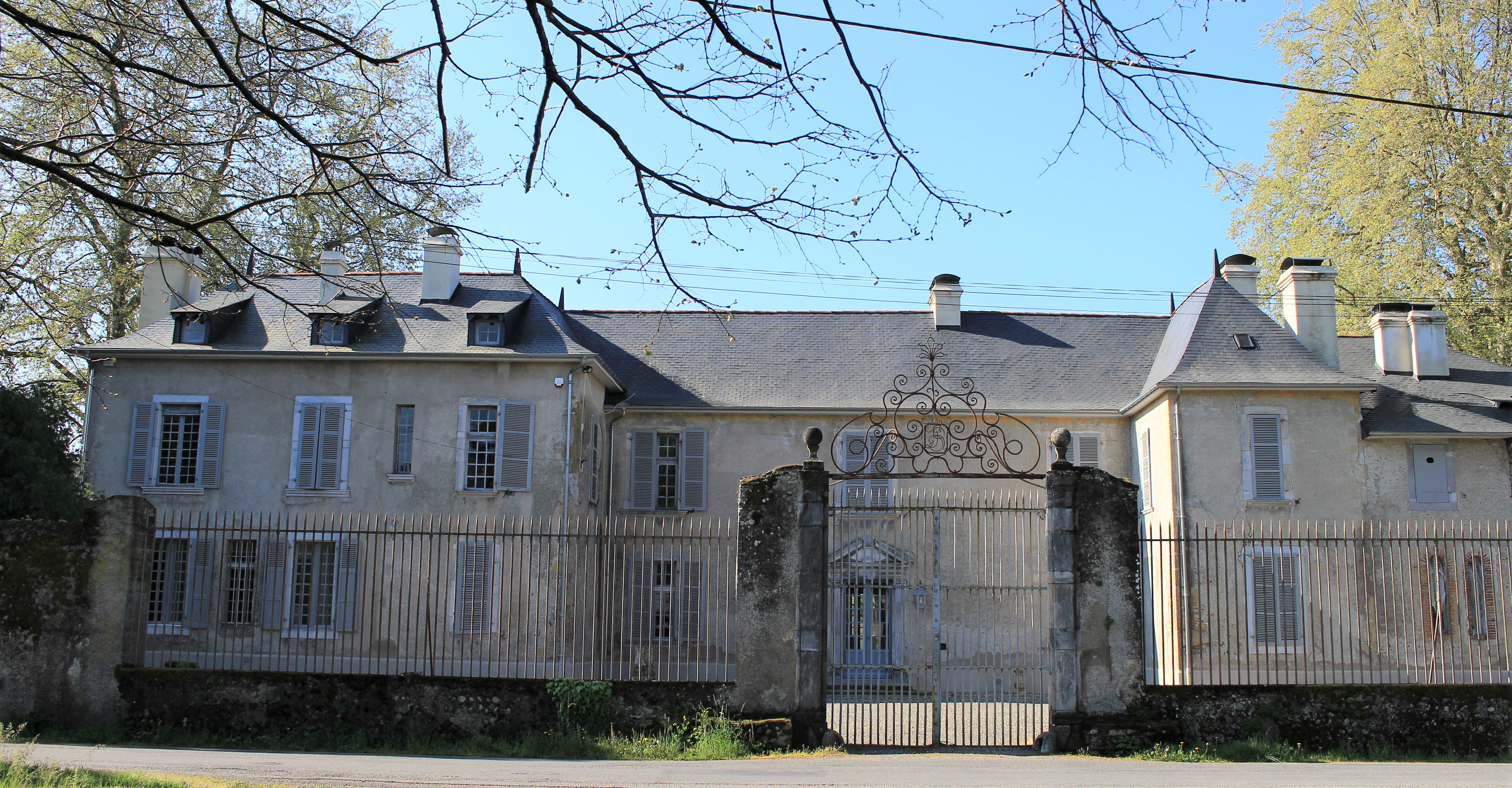
Le château en 2023.

La commune est le lieu d'une des dernières fois où l'on chercha à brûler une sorcière en France. Un couple de paysans, les époux Subervic, furent persuadés que leur voisine Jeanne Bédouret, épouse Larcade, âgée de 80 ans, était une sorcière qui leur avait jeté des sorts et était responsable notamment de la maladie de leur fille et de la mort de leur vache. Le 30 avril 1850, ils l'attirèrent chez eux, puis lui brûlèrent grièvement les deux jambes dans un four, avant de la retourner et de l'enfourner par la tête. Finalement lassés, ils laissèrent leur victime rentrer chez elle en la maudissant. Elle se traîna jusque chez elle, put être interrogée par un juge avant de succomber à ses brûlures six jours plus tard. Le procès condamna les époux à 4 mois de prison et 25 ans de rente viagère pour le mari de la victime.

### Cadastre napoléonien de Camalès
Le plan cadastral napoléonien de Camalès est consultable sur le site des archives départementales des Hautes-Pyrénées.

## Politique et administration

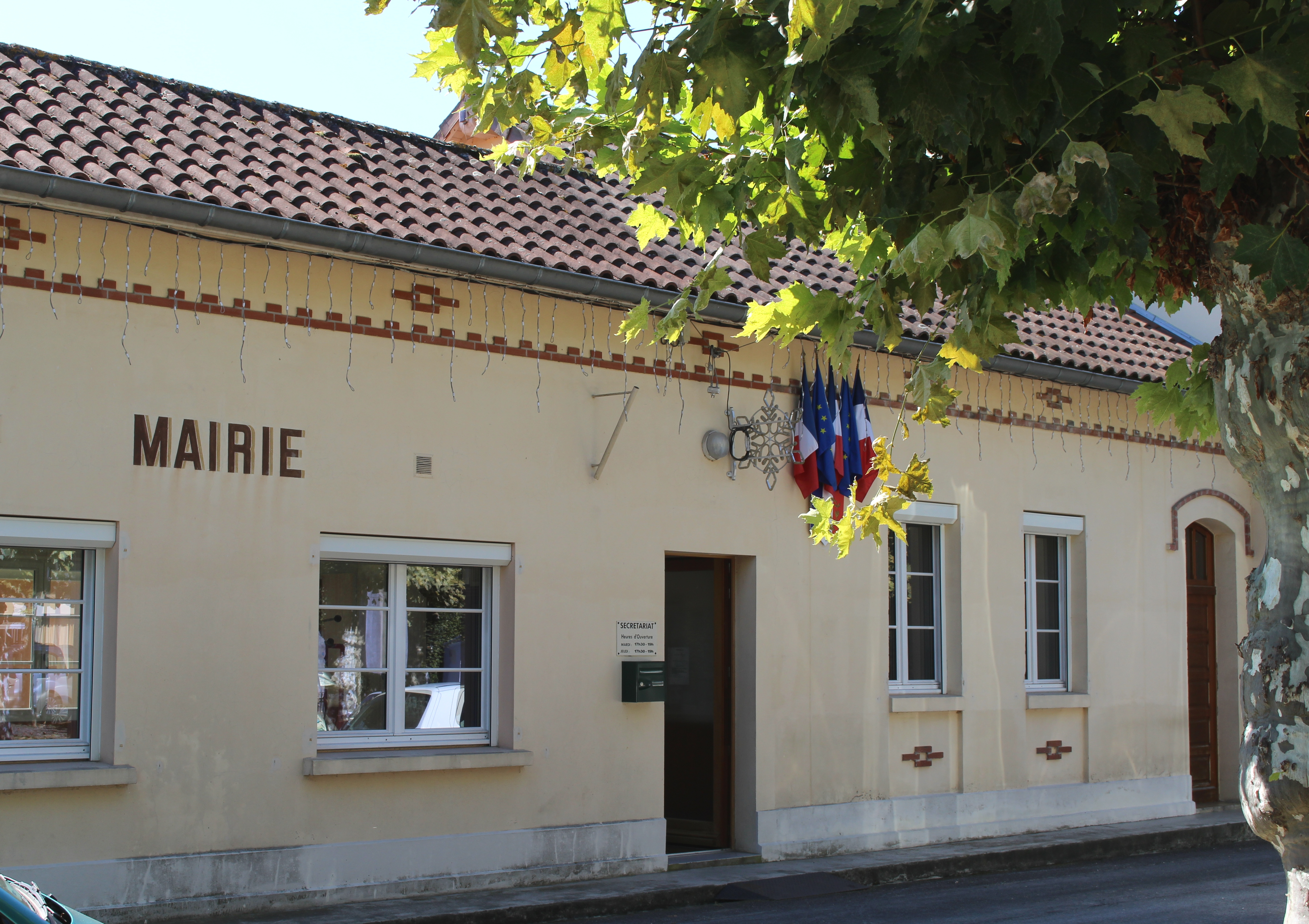
La mairie en 2017.

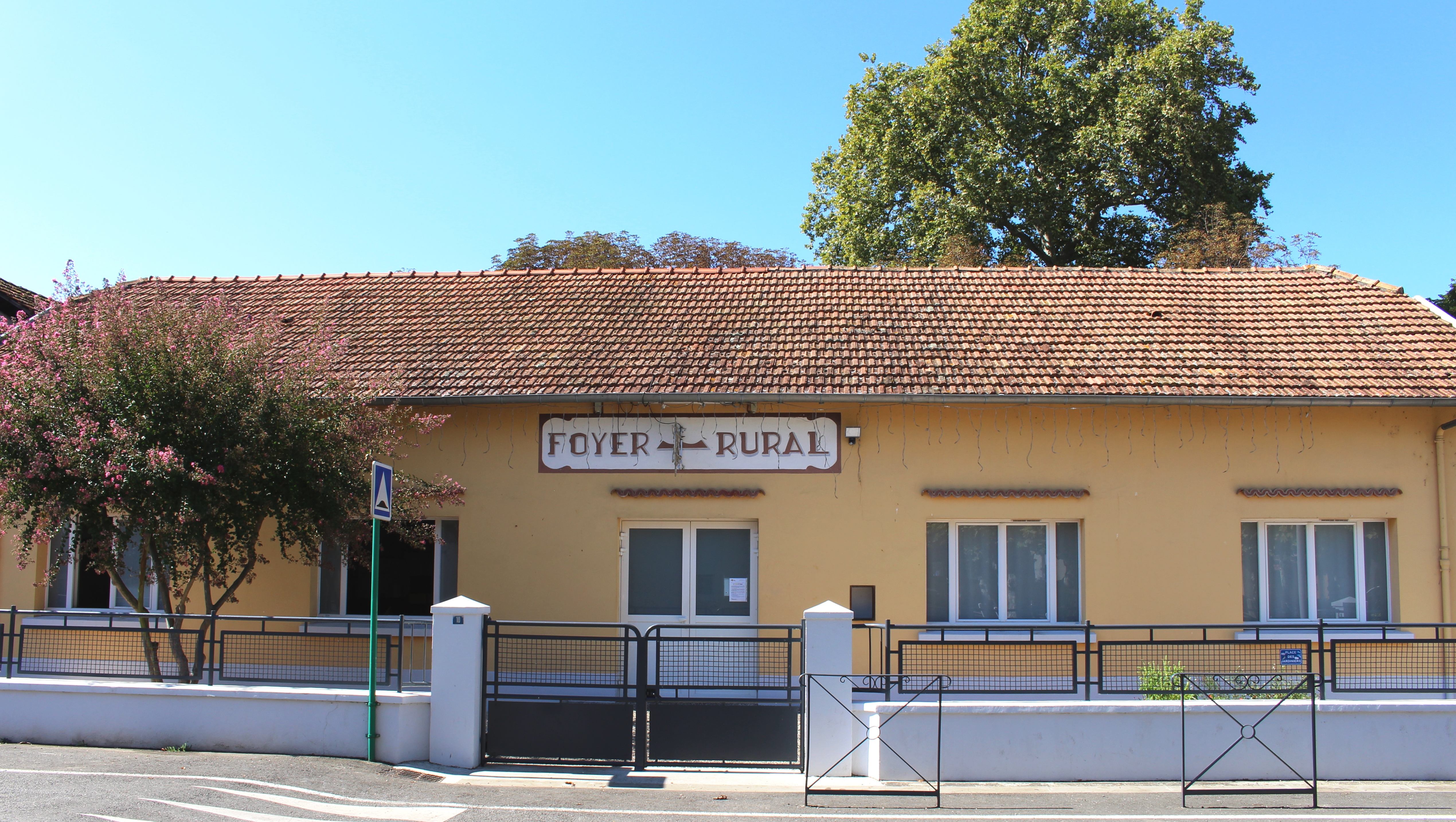
Le foyer rural en 2017.

### Liste des maires
| Période                                  | Période   | Identité       | Étiquette | Qualité |
| ---------------------------------------- | --------- | -------------- | --------- | ------- |
| Les données manquantes sont à compléter. |           |                |           |         |
|                                          |           |                |           |         |
| mars 1995                                | mars 2008 | André Hubert   |           |         |
| mars 2008                                | mars 2014 | Nadine Sempe   |           |         |
| mars 2014                                | mars 2020 | Jean Sempe     |           |         |
| mars 2020                                | en cours  | François Tabel |           |         |

### Rattachements administratifs et électoraux

#### Historique administratif
Pays et sénéchaussée de Bigorre, quarteron de Vic, marquisat de Camalès et Baliron, canton de Vic-en-Bigorre (depuis 1790). Bourrieu, citée comme commune dans la seconde répartition de 1790, serait un quartier de Camalès qui lui aurait été rattaché avant 1801.

#### Intercommunalité
Camalès appartient à la communauté de communes Adour Madiran créée en janvier 2017 et qui a la particularité de réunir 72 communes de Bigorre et Béarn.

## Population et société

### Démographie

#### Évolution démographique
| 1793 | 1800 | 1806 | 1821 | 1831 | 1836 | 1841 | 1846 | 1851 |
| ---- | ---- | ---- | ---- | ---- | ---- | ---- | ---- | ---- |
| 435  | 446  | 453  | 519  | 537  | 567  | 565  | 544  | 535  |

| 1856 | 1861 | 1866 | 1876 | 1881 | 1886 | 1891 | 1896 | 1901 |
| ---- | ---- | ---- | ---- | ---- | ---- | ---- | ---- | ---- |
| 496  | 488  | 474  | 486  | 451  | 450  | 412  | 402  | 406  |

| 1906 | 1911 | 1921 | 1926 | 1931 | 1936 | 1946 | 1954 | 1962 |
| ---- | ---- | ---- | ---- | ---- | ---- | ---- | ---- | ---- |
| 385  | 341  | 349  | 291  | 278  | 291  | 316  | 361  | 323  |

| 1968 | 1975 | 1982 | 1990 | 1999 | 2005 | 2006 | 2010 | 2015 |
| ---- | ---- | ---- | ---- | ---- | ---- | ---- | ---- | ---- |
| 329  | 339  | 382  | 419  | 385  | 384  | 381  | 440  | 392  |

| 2020 | 2022 | - | - | - | - | - | - | - |
| ---- | ---- | - | - | - | - | - | - | - |
| 388  | 377  | - | - | - | - | - | - | - |

### Enseignement

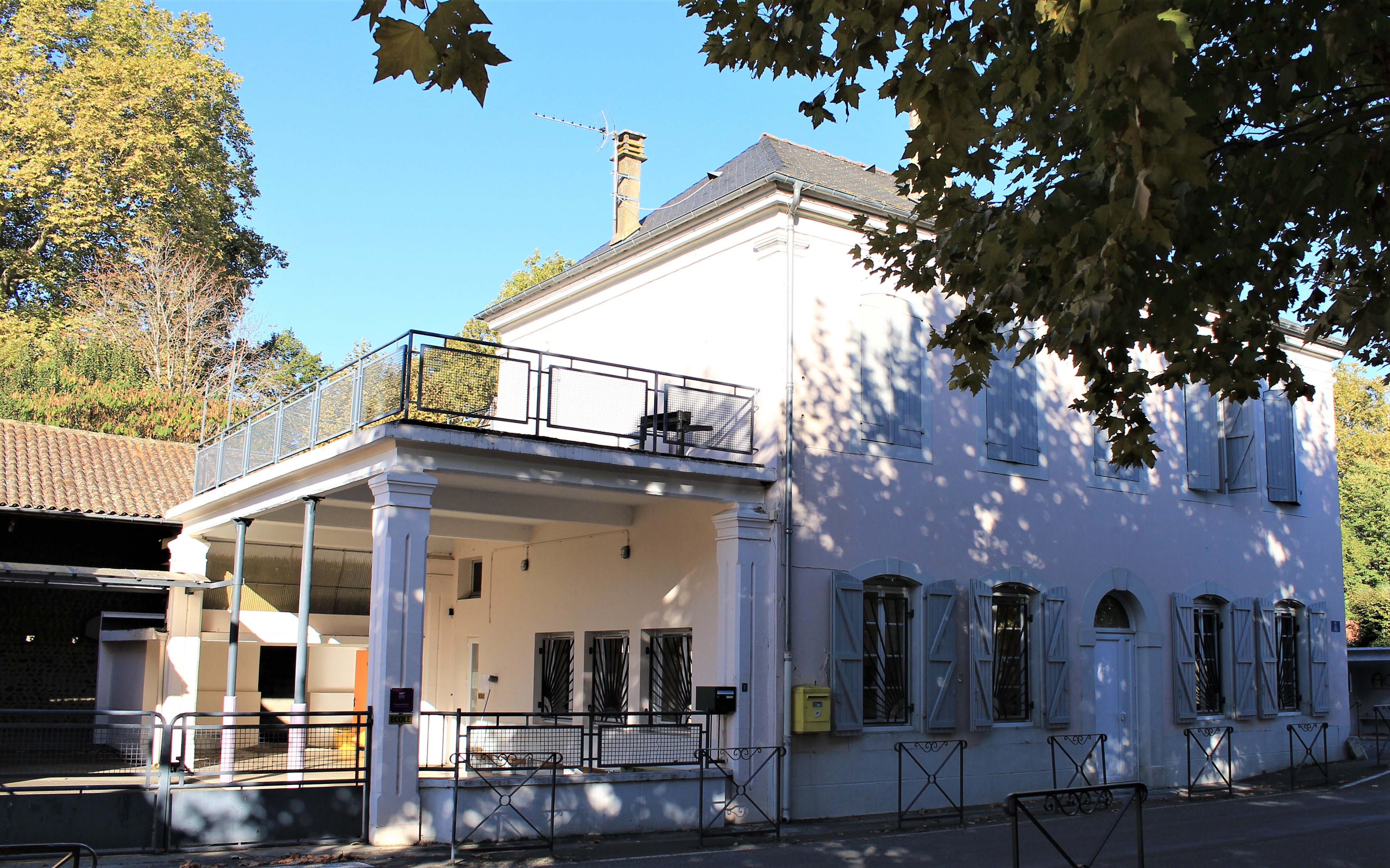
L'école primaire en 2022.

La commune dépend de l'académie de Toulouse. Elle dispose d’une école en 2017.
- École primaire.

## Économie

### Revenus
En 2018, la commune compte 184 ménages fiscaux, regroupant 385 personnes. La médiane du revenu disponible par unité de consommation est de 20 580 € (20 420 € dans le département).

### Emploi
|                | 2008  | 2013  | 2018  |
| -------------- | ----- | ----- | ----- |
| Commune        | 3,7 % | 9,1 % | 9,2 % |
| Département    | 7,7 % | 9,4 % | 9,8 % |
| France entière | 8,3 % | 10 %  | 10 %  |

En 2018, la population âgée de 15 à 64 ans s'élève à 208 personnes, parmi lesquelles on compte 72,3 % d'actifs (63,1 % ayant un emploi et 9,2 % de chômeurs) et 27,7 % d'inactifs,. Depuis 2008, le taux de chômage communal (au sens du recensement) des 15-64 ans est inférieur à celui de la France et du département.
La commune fait partie de la couronne de l'aire d'attraction de Tarbes, du fait qu'au moins 15 % des actifs travaillent dans le pôle,. Elle compte 34 emplois en 2018, contre 31 en 2013 et 27 en 2008. Le nombre d'actifs ayant un emploi résidant dans la commune est de 134, soit un indicateur de concentration d'emploi de 25,2 % et un taux d'activité parmi les 15 ans ou plus de 45,4 %.
Sur ces 134 actifs de 15 ans ou plus ayant un emploi, 23 travaillent dans la commune, soit 17 % des habitants. Pour se rendre au travail, 96,2 % des habitants utilisent un véhicule personnel ou de fonction à quatre roues, 0,8 % les transports en commun, 0,8 % s'y rendent en deux-roues, à vélo ou à pied et 2,3 % n'ont pas besoin de transport (travail au domicile).

## Culture locale et patrimoine

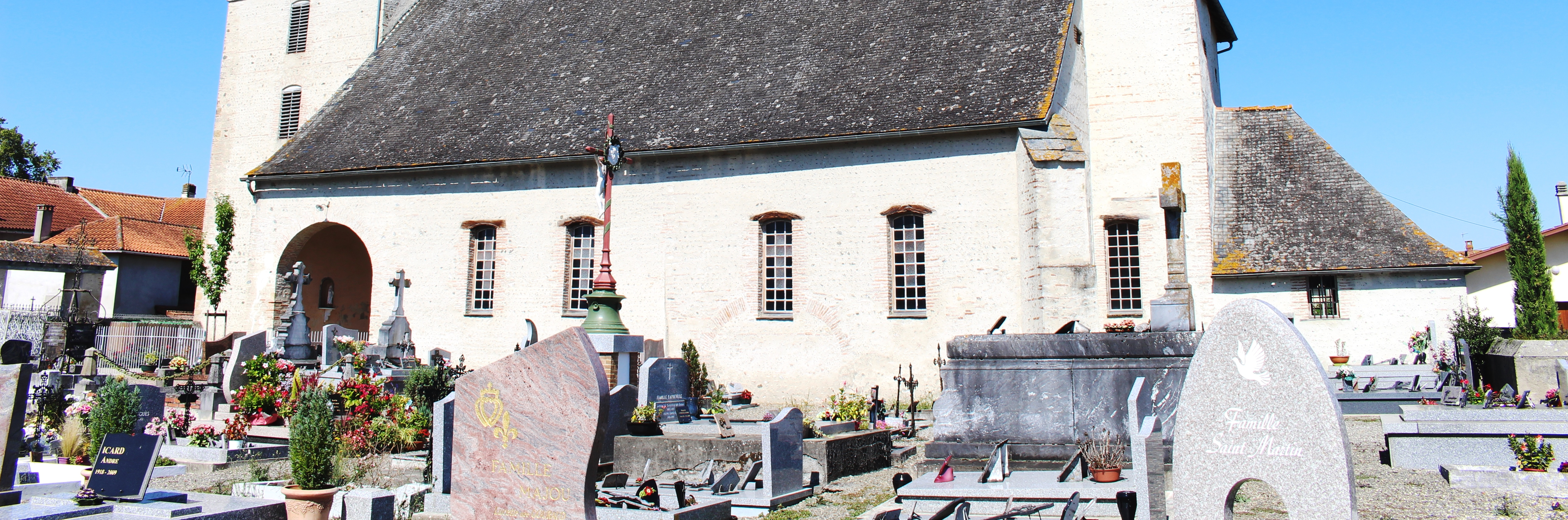
Le cimetière.

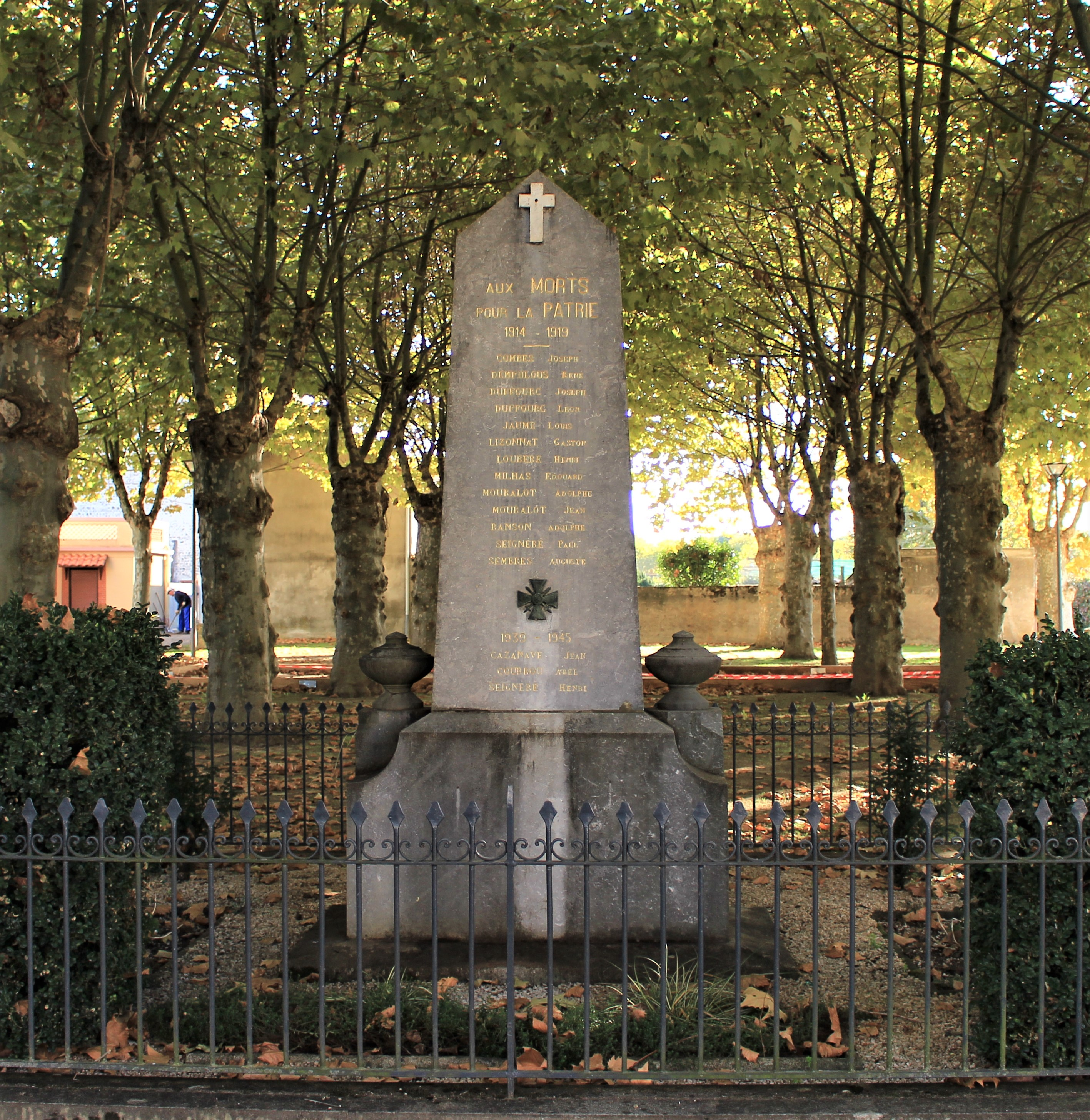
Le monument aux morts municipal.

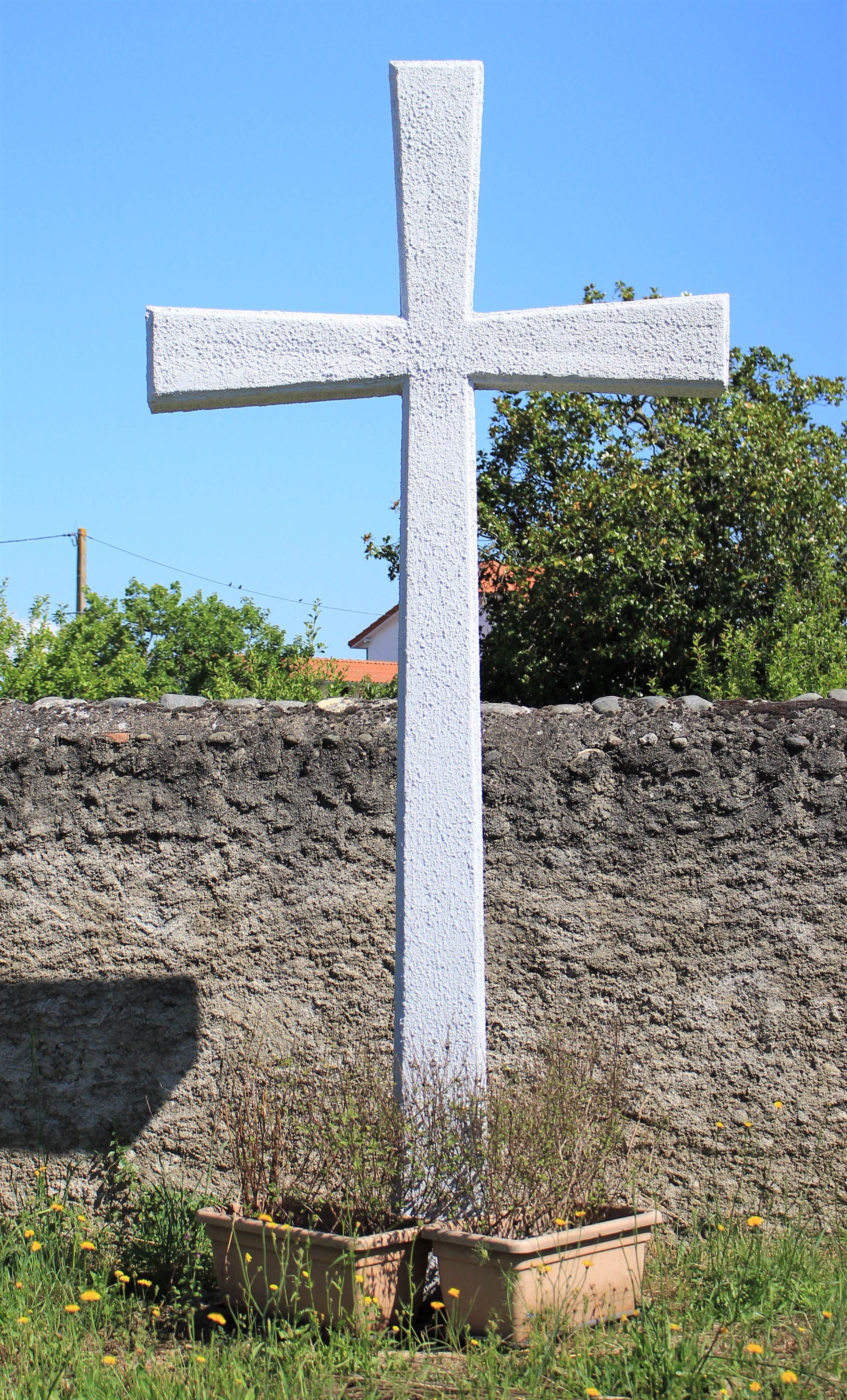
Une croix.

### Lieux et monuments
- Église Sainte-Eulalie de Camalès.
- Le château de Camalès qui est inscrit au monument historique.
- Moulin.

Sélection de vues de l'église Sainte-Eulalie en 2017.
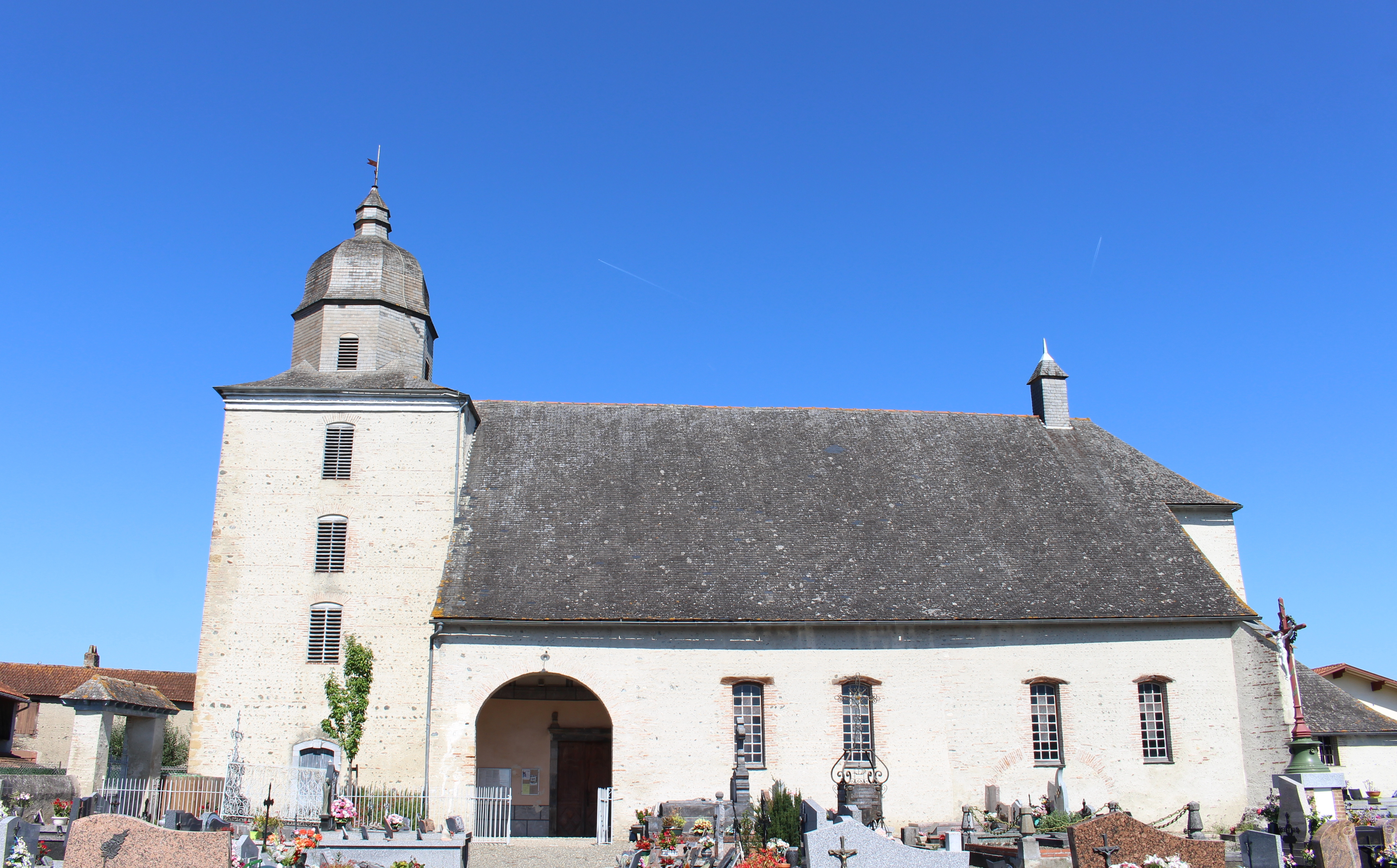
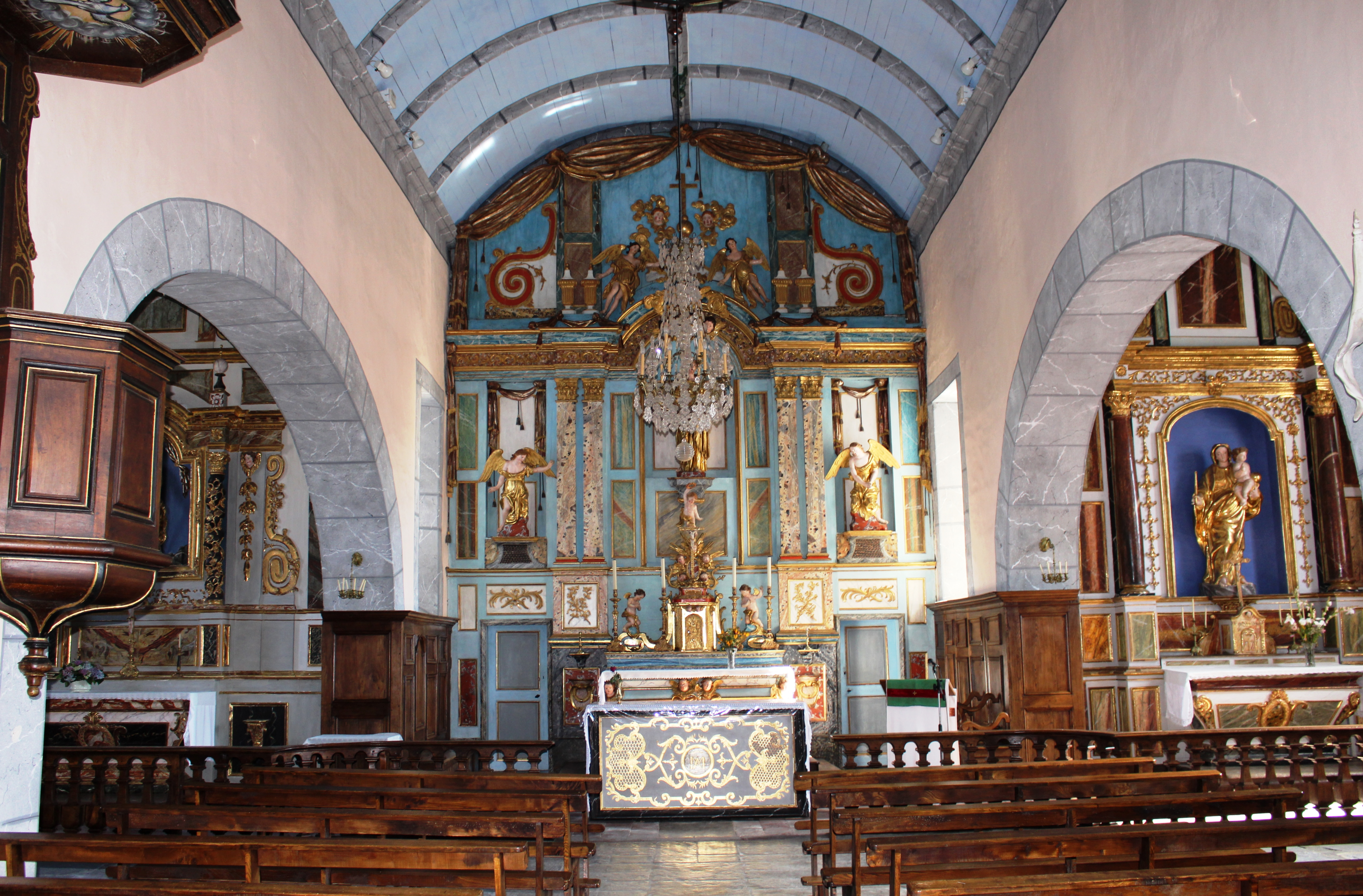
Le chœur.
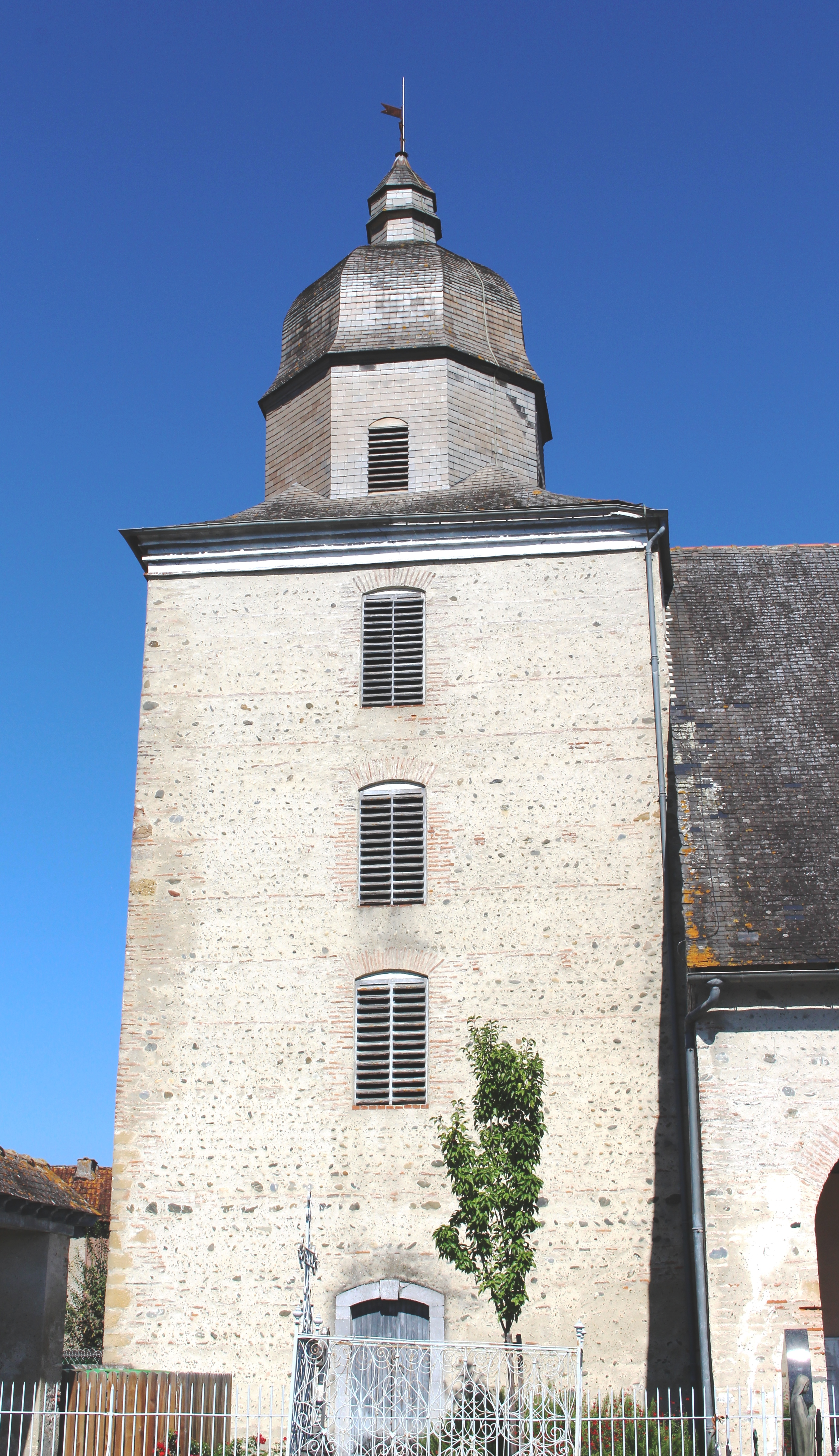
Le clocher.

### Héraldique
| Blason de Camalès | Blason  | D'azur à la croix alésée d'argent cantonnée, en pointe, de deux noyers au naturel sur une terrasse de tenné, au chef du second à une branche de noyer feuillée et fruitée au naturel en barre, accostée de deux fleurs de lys d'or*. Devise / Cri« dious e moun rey » (Dieu et mon Roi). |
| Blason de Camalès | Détails | * Il y a là non-respect de la règle de contrariété des couleurs : ces armes sont fautives (or sur argent, interdit en héraldique). |